# Nannostomus anduzei
Nannostomus anduzei är en fiskart som beskrevs av Fernandez och Weitzman, 1987. Nannostomus anduzei ingår i släktet Nannostomus och familjen Lebiasinidae. Inga underarter finns listade i Catalogue of Life.